# Emily Hobhouse

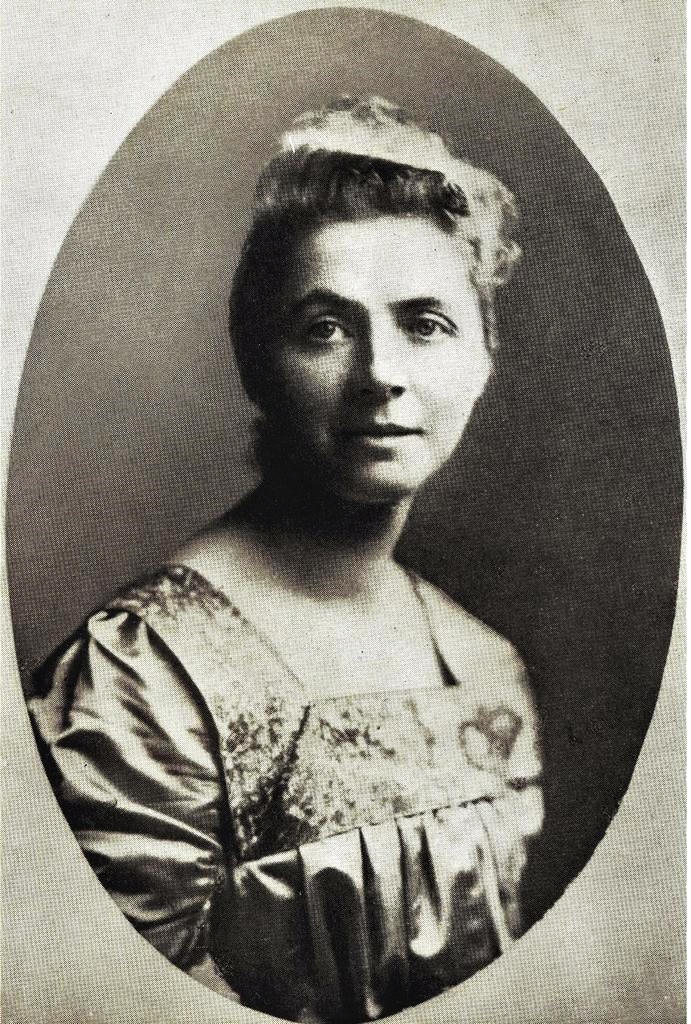
Emily Hobhouse

Emily Hobhouse (9 de abril de 1860-8 de junio de 1926) fue una activista humanitaria y pacifista británica, recordada principalmente por llamar la atención del público británico y trabajar para cambiar las condiciones en el interior de los campos de concentración británicos en Sudáfrica, construidos para encarcelar a mujeres y niños bóeres durante la segunda guerra bóer.

## Sus primeros años
Nacida en St Ive, cerca de Liskeard, en Cornualles, fue hija de Caroline (Trelawny) y Reginald Hobhouse, un rector anglicano y el primer Archidiácono de Bodmin. Fue hermana de Leonard Trelawny Hobhouse, un pacifista y partidista del liberalismo social. Fue prima en segundo grado del importante pacifista británico Stephen Henry Hobhouse y ejerció una importante influencia sobre él.
Su madre murió cuando tenía 20 años, y dedicó los siguientes catorce años de su vida a cuidar a su padre, que tenía una salud inestable. Cuando su padre murió, en 1895, fue a Minnesota para hacer trabajos sociales entre los mineros de Cornualles que allí vivían. El viaje había sido organizado por la mujer del Arzobispo de Canterbury. Allí se comprometió con John Carr Jackson y la pareja compró un rancho en México, pero éste no prosperó y el compromiso se deshizo. Regresó a Inglaterra en 1898 después de perder gran parte de su dinero en una aventura especulativa. Su velo de boda (que nunca usó) colgaba en la central del "Oranje Vrouevereniging" (la sociedad de mujeres de Orange) en Bloemfontein, la primera organización de beneficencia de las mujeres en el Estado Libre de Orange, como un símbolo del compromiso de mujeres nobles.

## Segunda Guerra Anglo-Bóer
Cuando estalló la segunda guerra bóer en Sudáfrica, en octubre de 1899, un Liberal MP, Leonard Courtney, invitó Hobhouse para ser secretaria de la rama de las mujeres del Comité de Conciliación sudafricano, del cual él era  presidente. Ella escribió:

A fines del verano de 1900 lo primero que yo aprendí fue ver a centenares de mujeres bóeres que quedaron pobres y harapientas por nuestras acciones de guerra… las mujeres pobres quienes eran dirigidas como sostén de correo, necesitaban protección y asistencia organizada.

Fundó el Fondo de Aflicción para Niños y Mujeres sudafricanos, y navegó hasta la Colonia de Cabo el 7 de diciembre de 1900 para supervisar su distribución, donde llegó el 27 de diciembre. Más tarde escribió:

Vine con mucha naturalidad y en obediencia al sentimiento de unidad o integridad como mujeres ... Cuando una comunidad ha sido sacudida desde sus bases, aquellas profundidades abismales de privación llama a cada una y eso hace que una unidad más profunda de humanidad se manifieste.

Cuando dejó Inglaterra, solo sabía sobre el campo de concentración en Port Elizabeth, pero a su llegada descubrió sobre muchos otros campos (45 en total). Ella tenía una carta de presentación para el Alto Comisario británico, Alfred Milner, de su tía, la mujer de Arthur Hobhouse, quien era hijo de Henry Hobhouse, Vicesecretario Permanente en el Ministerio del Interior bajo la dirección de Sir Robert Peel, quién conocía a Milner. De él obtuvo el uso de dos camiones de ferrocarril, objeto de aprobación del comandante de ejército, Lord Kitchener, el cual la recibió dos semanas más tarde, a pesar de que le dejaron viajar solo hasta Bloemfontein y tomar un camión de suministros para los campos de concentración, con aproximadamente 12 toneladas.

## Condiciones en los campos de concentración
Ella persuadió a las autoridades para que le dejaran visitar varios campos y para entregar ayuda—su informe sobre condiciones en los campos, puestos en un informe titulado “Reporte de una visita a los Campos de concentración de Mujeres y Niños en el Cabo y Colonias de Río Orange”, que fue entregado al gobierno británico en junio de 1901. Como resultado, una comisión formal estuvo instalada y un equipo de detectives oficiales al mando de Millicent Fawcett fue enviado para inspeccionar los campos. Hacinamiento en malas condiciones higiénicas debido a la negligencia y la carencia de recursos eran las causas de un índice de mortalidad que en los dieciocho meses durante los que operaron los campos llegaron a un total de 26 370 muertos, de los cuales 24 000 eran niños menores de dieciséis años, por ejemplo, el índice de mortalidad infantil era de unos 50 al día. Los extractos siguientes del informe por Emily Hobhouse dejan muy claro el nivel de negligencia de las autoridades:

En algunos campos, dos, e incluso tres grupos de personas ocupa una tienda y de 10, e incluso 12 las personas, se apiñan frecuentemente en tiendas en las cuales la capacidad es de aproximadamente 14 metros cúbicos (500 pies cúbicos).

Llamo a este sistema de campos el de mayor crueldad mayor… para mantener estos campos es común el asesinato de niños.
Esto nunca puede ser limpiado de las memorias de las personas. Afecta más fuerte a los niños. Ellos caen por el calor terrible y por la insuficiente e inadecuada comida; cualquier cosa que hagas, cualquier cosa las autoridades hagan, y hacen, creo, lo mejor que pueden con medios muy limitados, es solo un miserable parche en un enorme enfermo. Miles, físicamente desajustados, están puestos en condiciones de vida que no hay fuerza que aguante. Frente a ellos es sólo ruina … Si sólo las personas inglesas intentaran ejercitar un poco su imaginación – un cuadro con una escena de entera desgracia. Los pueblos enteros desarraigados y vertidos en sitios extraños y descubiertos.
Las mujeres son maravillosas. Lloran muy poco y casi nunca se quejan. La gran magnitud de sus sufrimientos, sus indignidades, la pérdida y la ansiedad parece un ascensor que las eleva más allá de las lágrimas… sólo se corta cuando se renueva en ellas a través de los sentimientos que le sacan fuera sus niños.
Algunas personas en la ciudad todavía afirman que el campo de concentración es un paraíso de felicidad. Estaba en el campo hoy, y justo en una  encontré algo – El enfermero, mal alimentado y sobre explotado, dejándose caer en su cama, difícilmente capaz de aguantar en pie, después de atender a treinta enfermos de tifus y otros pacientes, con la única ayuda de dos jóvenes cocineras bóeres que hacían de enfermeras. En la tienda próxima, una criatura de seis meses aferrándose a su vida encima de la rodilla de su madre. Dos o tres otros cayendo enfermos en esa tienda.
Luego, una chica de veintiún años moribunda en una camilla. El padre, un gran y gentil bóer arrodillado junto a ella,  mientras en la tienda próxima, su mujer miraba un niño de seis, también muriendo, y uno de aproximadamente cinco años cayendo enfermo. Ya esta pareja había perdido tres niños en el hospital y así que no dejarían que estos se fueran, aunque supliqué con fuerza que les sacaran de la tienda. No puedo describir lo que es ver a estos niños postrados en un estado de derrumbamiento. Son como flores mustias arrancadas de raíz. Y uno tiene que pararse y mirar tal miseria y ser capaz de hacer casi nada.
Era una niña espléndida y disminuyó a piel y hueso ... La criatura estaba tan débil que debió pasar a recuperación. Hicimos lo que pudimos pero hoy murió. Solo fueron 3 meses pero esa pequeña cosita… estaba todavía viva esta mañana; cuando llamé por la tarde ellos  me hicieron señas para ver la cosa minúscula postrada, con una flor blanca en su débil mano. A mí me pareció como “matar un inocente”. Y una hora o dos más tarde otro niño murió.
Otro niño murió en la noche y encontré los tres pequeños cadáveres siendo fotografiados para que lo vieran algún día sus padres ausentes. Dos pequeños ataúdes blancos esperando en la puerta y un se necesitaba un tercero. Era feliz de verles, en Springfontein, una mujer joven tuvo que ser enterrada en un saco, y eso daña tristemente sus sentimientos.
Era una posición tan curiosa, hueco y podrido al centro del corazón, para haber hecho por todas partes del Estado las grandes e incómodas comunidades de personas que ustedes llaman refugiados y decir que las están protegiendo, pero ellos se llaman así mismos prisioneros de guerra, detenidos en forma obligatoria y detestando vuestra protección. Están cansados de ser llamados por los agentes refugiados bajo “la amable y benefactora protección de los británicos”.
En la mayor parte de los casos nunca hubo ninguna pretensión de traición, o encubrimiento de municiones, o entrega de alimentos o cualquier cosa. Fue solo una orden dada para despoblar el país. Aunque en los campos se les llama de refugiados,  hay en realidad un muy pocos de estos –quizás sólo media docena en algunos campos. Es fácil de decirles así, porque están puestos en los mejores entoldados y les han dado tiempo para traer mobiliario y ropa, en su mayoría por sus propios medios y en gran parte por personas superiores. Muy pocos, si es que los hay, los busca.

Aquellos que están padeciendo más agudamente y quiénes más han sufrido una pérdida, tanto por la muerte de sus niños como la pérdida de sus posesiones a fuerza de fuego y espada, tal como aquellas mujeres en los campos de concentración, que tienen la más notable paciencia y nunca expresan un deseo a sus hombres que sean a quienes se los quiten. Debe estar luchado allá fuera ahora,  piensan, hasta el amargo final. Es un negocio muy costoso en el que Inglaterra se ha embarcado, e incluso a ese costo difícilmente las más básicas necesidades pueden ser proporcionadas, y sin ninguna comodidad. Es tan extraño de pensar que en cada tienda hay una familia, y que cada familia tiene problemas – la pérdida en su pasado, pobreza por delante, enfermedad, privation y muerte en el presente. Pero están muy bien, y dicen estar convencidos de ser alegres y hacer lo mejor de todo. La gente en el campo Mafeking estaban muy sorprendidos al oír que las mujeres inglesas les daban un golpecito de cariño o por pena. Les ha hecho muy bien oír que la verdadera compasión la sienten en casa, y soy tan feliz de haber luchado a mi manera aquí y sólo por esta razón.

### Las tiendas
Imaginar el calor fuera de las tiendas y el interior sofocante! ...El sol radiante través de una sola tela, y las moscas grandes y negras se posan encima todo; sin sillas, sin mesa, ni tampoco una habitación, sólo un cajón al final, que sirve como una pequeña despensa.
En esta tienda la señora B. vivía con cinco niños (tres bastante crecidos) y una pequeña criada Kaffir. Muchas tiendas tienen más ocupantes. La señora M. ...Tiene seis niños en campo de concentración, todos enfermos, dos en el hospital de lata con tifus y otros cuatro enfermos en la tienda. Un mal terrible justo ahora llega el rocío. Es tan pesado, y pasa a través de la tela de las tiendas, mojando todo… Toda la mañana los pasillos están llenos con las mantas y desventajas y fines, regularmente cambiados para secarlos al sol. El doctor me dijo hoy que él desaprueba las tiendas para niños jóvenes y que teme una alta mortalidad antes de junio.

### Higiene
El jabón ha sido inalcanzable y no se ha dado en las raciones. Con mucha persuasión y semanas después de pedirlo, el jabón es ahora dado ocasionalmente en cantidades muy pequeñas - ciertamente no basta para el lavado de ropa y el aseo personal.
Tenemos mucho tifus y se teme un brote, así que estoy dirigiendo mis energías a conseguir el agua hervida del río Modder. Basta con un trago en el agua para beber montones de gérmenes de tifus – según dicen los doctores.
Aun así, no lo pueden hervir todo, debido a que – primero, el combustible es muy escaso; con lo que se suministra semanalmente no se podría cocinar una comida un día…y ellos tienen que buscar ramas de kopjes para suministro. Hay difícil tener un poco. Segundo, no tienen utensilios extra para guardar el agua hervida. Propongo, por tanto, dar a cada tienda un cubo o una olla, y conseguir que se emita una proclamación que toda el agua para beber tiene que ser hervida.

### Un "sistema cruel"
Sobre todo uno esperaría que en el buen sentido, si no la piedad de las personas inglesas, gritarán en contra del desarrollo más extremo de este sistema cruel que cae con efectos aplastantes sobre el viejo, el débil y los niños. Mayo se quedan el orden de traer en más y todavía más. Desde los días del Viejo Testamento alguna nación entera cayó cautiva?Al final de 1901 los campos de concentración cesaron de recibir nuevas familias y mejoraron las condiciones en algunos campamentos; pero el daño ya estaba hecho. El historiador Thomas Pakenham escribe al cambio de la política de Kitchener:
Sin duda el continuo 'hullabaloo' en los índices de muerte en estos campos de concentración, y el acuerdo tardío de Milner tomado durante su administración, ayudó cambiando la mentalidachener  [a veces al final de 1901]. A mediados de diciembre de todas maneras, Kitchener ya circulaba entre todos comandantes de columna las instrucciones para no traer mujeres y niños cuando despojaron el país, pero les dejaron con las guerrillas... Visto como gesto a los Liberales, en vísperas de una nueva sesión del Parlamento en Westminster, fue un astuto movimiento político. También fue un hecho de excelente sentido militar, cuando muchos minusválidos de las guerrillas, se paseaban al momento de mayor cambio... Fue precisamente eficaz porque, contrariamente a las convicciones de los Liberales, fue menos humana que llevarles a campos de concentración, aunque esto no era ninguna preocupación para Kitchener.

Charles Aked, un ministro Bautista de Liverpool, dijo el 22 de diciembre de 1901, un Domingo de Paz: "Gran Bretaña no puede ganar las batallas sin recurrir a la última cobardía despreciable del más abominable perro sobre tierra—el acto del llamado del corazón de un hombre valiente a través del honor de su mujer y la vida de su niño. La guerra cobarde ha sido conducida por métodos de barbarismo... Los campos de concentración han sido Campamentos de Asesinato." Después, una multitud le siguió hasta su casa y rompió las ventanas.

### Campo de concentración de Bloemfontein

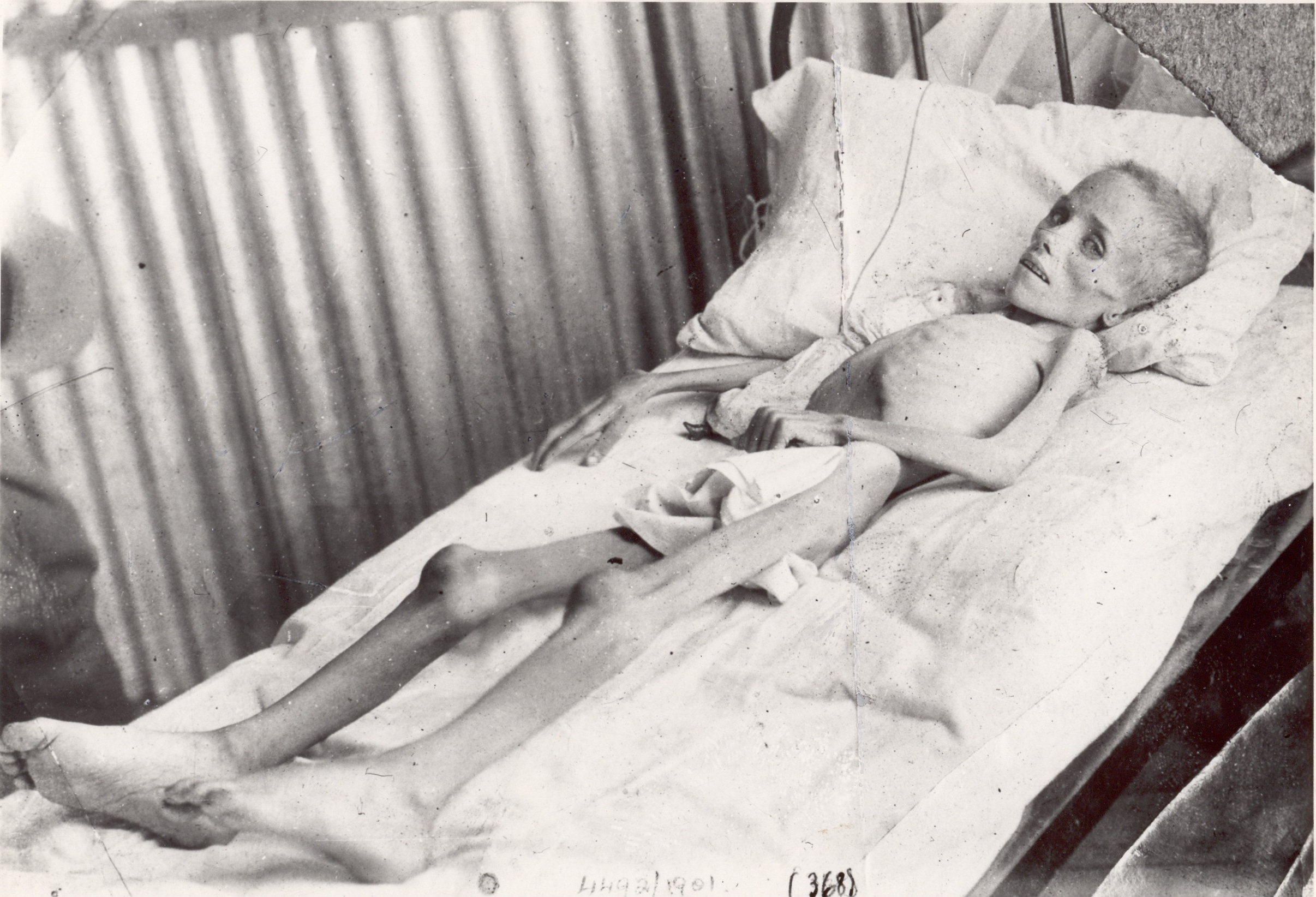
Lizzie van Zyl, fue visitada por Emily Hobhouse en el campo de concentración de Bloemfontein.

Hobhouse Llegó al campo de concentración de Bloemfontein el 24 de enero de 1901 y estuvo impresionada por las condiciones en que se encontraba:

Se fueron a dormir sin que hayan hecho ninguna provisión de alimentos para ellos y sin ninguna cosa para comer o para beber. Vi multitudes de ellos a lo largo de las líneas de ferrocarril en un clima amargo y frío, en una lluvia torrencial – famélicos, enfermos, muriendo y muertos. No les entregaron jabón. El suministro de agua era inadecuado. No se entregaba cama ni colchón. El combustible era escaso y tuvo que ser recogido por las propias personas de los arbustos verdes en crecimiento en los kopjes (cerros pequeños). Las raciones eran extremadamente magras y cuando —y así lo experimenté con frecuencia— la cantidad real entregada fue menor a la cantidad prescrita, eso sólo significaba hambruna.

Lo que más afligía Hobhouse era el sufrimiento de los niños desnutridos. Enfermedades como sarampión, bronquitis, neumonía, disentería y tifus habían invadido el campo de concentración con resultados fatales. Las pocas tiendas no fueron bastantes para albergar al o las personas más enfermas, la mayoría de ellos niños. En la colección Stemme uit dado Verlede (Voces del Pasado),  recuerda el compromiso con Lizzie van Zyl (c. 1894-9 de mayo de 1901), la hija de un bóer combatiente que rechazó rendirse. La chica murió en el campo de concentración Bloemfontein. Según Hobhouse, la chica fue tratada severamente y puesta en las raciones de alimentos más bajas. Después de un mes debió ser llevada al hospital nuevo, aproximadamente 50 kilómetros fuera del campo de concentración, sufriendo inanición. Incapaz de hablar inglés, fue etiquetada como una «idiota» por el personal de hospital, que era incapaz de entenderle. Un día comenzó a llamar a su madre. Una mujer afrikáner, la señora Botha, la tomó para consolarla y para decirle que vería a su madre otra vez, pero «fue bruscamente interceptada por uno de los enfermeros que le dijo no debía interferir con la niña que era un estorbo».
Cuando Hobhouse pidió jabón para las personas, le dijeron que el jabón era un lujo. Ella sin embargo, tuvo éxito, después de una lucha, fue incluido en una lista como una necesidad, junto con paja, más tiendas y más ollas para hervir el agua de beber. Distribuyó ropa y suministros a mujeres embarazadas, quienes tenían que dormir en la tierra, con colchones, pero no pueda perdonar lo que llamó «[t]osca ignorancia de macho, desamparados y confundidos…  froto tanta sal en los sitios doloridos de sus mentes… porque es bueno para ellos; pero no puedo ayudar fundiendo un poco cuando son tan humildes y confieso que la cosa entera es un disparate grave y gigantesco y presentan casi problemas insolubles, y no saben cómo afrontarlo…»
Hobhouse también visitó campos de concentración en Norvalspont, Aliwal norte, Springfontein, Kimberley y Río Orange.

## Comisión Fawcett
Cuándo Hobhouse regresó a Inglaterra  recibió hostilidad y crítica mordaces del gobierno británico y de muchos de los medios de comunicación, pero finalmente tuvo éxito en obtener más financiamiento para ayudar las víctimas de la guerra.  El dirigente Liberal británico en el tiempo, Señor Henry Campbell-Bannerman, denunció lo que llamó los "métodos de barbarismo". El gobierno británico finalmente argumentó instalando la Comisión Fawcett para investigar sus reclamaciones, a cargo Millicent Fawcett, el cual corroboró su cuenta de las condiciones impresionantes. Hobhouse Regresó a Ciudad del Cabo en octubre de 1901, no se le permitió desembarcar y finalmente fue deportada cinco días después de llegar, no se le dio ninguna razón. Entonces, viajó a Francia donde escribió el libro El Peso de la Guerra y Donde Cayó sobre lo que vio durante la guerra.

## Rehabilitación y reconciliación
Después de que su regreso a Sudáfrica vio que su misión era asistir en curar las heridas causadas por la guerra y para apoyar los esfuerzos apuntaron en rehabilitación y reconciliación.  Con este objeto en vista,  visitó Sudáfrica otra vez en 1903. Decida a instalar industrias familiares bóeres para enseñar a las mujeres jóvenes hilado y tramando cuando regresó una vez más en 1905. Su salud enfermó y nunca se recuperó, fue forzada para regresar a Inglaterra en 1908. Viajó a Sudáfrica otra vez en 1913 para la inauguración del monumento de las Mujeres Nacionales en Bloemfontein pero tuvo que parar en Beaufort Oeste debido a una reacaida de salud.

## Últimos días
Hobhouse fue una adversaria ávida de la Primera Guerra Mundial y protestó enérgicamente en contra ella. Organizó la escritura, firmando y publicando en enero de 1915 de la "Carta de Navidad Abierta", dirigido "A las Mujeres de Alemania y Austria". A través de sus oficinas, miles de mujeres y niños fueron alimentados diariamente por más de un año en Europa central después de esta guerra. Sudáfrica contribuyó libremente a este esfuerzo, y una cantidad de más de £17.000 fue recogida por la Señora del Presidente Steyn (quienes fueron amigas para toda la vida) y enviada a Hobhouse para este propósito.

## Ciudadanía honoraria sudafricana
Se convirtió en una ciudadana honoraria de Sudáfrica debido a su trabajo humanitario.
Junto con ella, con la iniciativa de la señora R. I. Steyn, se le asignó una suma de £2.300 que fue recolectada de la nación afrikáner y con ella Emily adquirió una casa en St Ives, Cornwall, que ahora forma parte del Porthminster Hotel. En este hotel hay una placa conmemorativa, situada donde estaba su salón, fue descubierta por el alto comisario sudafricano, Kent Durr, como tributo a su humanitarismo y heroicidad durante la Guerra anglo-bóer.

## Muerte
Hobhouse murió en Londres en 1926. Sus cenizas fueron depositadas en un nicho en el monumento de las Mujeres Nacionales en Bloemfontein, donde es considerada como heroína. Su muerte, sin embargo, no apareció en la prensa de Cornualles.

## Legado
La ciudad más austral del Estado Libre Oriental fue bautizada Hobhouse en su honor, y también el submarino SAS Emily Hobhouse, uno de los tres submarinos clase Dahne de la Marina sudafricana. En 1994, después de la abolición del apartheid, el submarino fue rebautizado con el nombre S.Un.S. Umkhonto.
En Bloemfontein, Sudáfrica, la residencia más antigua del campus de la Universidad del Estado Libre, recibió el nombre de Hobhouse.